# Ingibjörg Stefánsdóttir
Ingibjörg Stefánsdóttir (Reykjavik, 31 augustus 1972), beter bekend onder haar artiestennaam Inga, is een IJslands zangeres. Ze is vooral bekend omwille van haar deelname aan het Eurovisiesongfestival 1993.

## Biografie

#### Zangcarrière
Ingibjörg begon op haar twaalfde te zingen bij de Nationale Opera van IJsland. Ze zong ook in het groepje Peace of Cake.
Ingibjörg won begin 1993 Söngvakeppni Sjónvarpsins, waardoor ze het voorrecht kreeg IJsland te vertegenwoordigen op het Eurovisiesongfestival 1993 in Dublin, Ierland. Met het nummer Þá veistu svarið legde ze beslag op de dertiende plaats.

#### Filmcarrière
Ingibjörg startte haar filmcarrière in 1992 in de film Veggfóður: Erótísk ástarsaga. In 1995 volgde een rol in Nei er ekkert svar, een jaar later in de kaskraker The Viking Sagas. Haar laatste grote rol speelde ze in 2002 in de film Maður eins og ég.
1986: ICY · 
1987: Halla Margrét · 
1988: Beathoven · 
1989: Daníel Ágúst · 
1990: Stjórnin · 
1991: Stefán & Eyfi · 
1992: Heart 2 Heart · 
1993: Inga · 
1994: Sigga · 
1995: Bo Halldórsson · 
1996: Anna Mjöll · 
1997: Paul Oscar · 
1999: Selma · 
2000: August & Telma · 
2001: Two Tricky · 
2003: Birgitta · 
2004: Jónsi · 
2005: Selma · 
2006: Silvia Night · 
2007: Eiríkur Hauksson · 
2008: Euroband · 
2009: Yohanna · 
2010: Hera Björk · 
2011: Sigurjón's Friends · 
2012: Gréta Salóme & Jónsi · 
2013: Eyþór Ingi Gunnlaugsson · 
2014: Pollapönk · 
2015: María Ólafsdóttir · 
2016: Gréta Salóme · 
2017: Svala · 
2018: Ari Ólafsson · 
2019: Hatari · 
2021: Daði & Gagnamagnið · 
2022: Systur · 
2023: Diljá · 
2024: Hera Björk · 
2025: Væb
- Biblioteca Nacional de España: XX1260027
- International Standard Name Identifier: 0000 0000 5994 2036
- MusicBrainz: 005eec21-6e5f-4d3f-a9d4-e15cd3a78aea
- Virtual International Authority File: 87023747
- WorldCat: E39PBJtX6C9jhR66BrVvJHD6rq